# Пътеле
Пъ̀теле, още Пъ̀тели, Па̀теле или Па̀тели (изписване до 1945 година: Пѫтеле; на гръцки: Άγιος Παντελεήμονας, Агиос Пантелеймонас, катаревуса: Άγιος Παντελεήμων, Агиос Пантелеймон, до 1926 година Πάτελι, Патели или Πάτελε, Пателе), е село в Република Гърция, в дем Суровичево (Аминдео), област Западна Македония.

## География
Селото е разположено на 39 километра югоизточно от град Лерин (Флорина) и на 6 километра от демовия център Суровичево (Аминдео) на западния бряг на Островското езеро в подножието на планината Малка Нидже. Край селото е разположен Пътелейският манастир „Свети Пантелеймон и Евула“.
В енорийската църква „Свети Атанасий“ има сбирка на икони.

## История

### Праистория, античност и средновековие
Археологически разкопки, започнати през 1897 година от учени от Руския археологически институт в Цариград под ръководството на Фьодор Успенски и Павел Милюков, разкриват голямо селище от желязната епоха (халщад) с голям некропол между Петърското и Островското езеро. По-късно гръцки археолози откриват и селище от неолита, а случайни находки на повърхността говорят за наличието и на други археологически обекти в района на Пътеле – в района на местността Росици (Ρώσιτσι) са открити следи от ранния халколит, а на скалистия хълм Мечкина дупка (Μέτσκινα Ντούπκα) на около половин километър североизточно от Пътеле има следи от селище от ранната желязна епоха.
В 1962 и в 1966 година некрополът от ранната желязна епоха, а в 1984 година частта от хълма, където е бил разположен елинистическият град, е обявена за паметник на културата.
Над пътя за село Горничево (Кели) в Малка Нидже има останки от антична крепост, част от отбранителния пояс на Македонската държава. Крепостта играе важна роля и през Средновековието. Според Васил Златарски това е крепостта на споменати от Йоан Скилица град Петриск, чието име носи и близкото село Петърско (Петрес), в който Йоан Владислав убива цар Гавраил Радомир и се качва на българския престол.

### В Османската империя
В османски данъчни регистри на немюсюлманското население от вилаета Филорине от 1626 – 1627 година селото е отбелязано под името Пателовиче с 10 джизие ханета (домакинства).
В 1848 година руският славист Виктор Григорович описва в „Очерк путешествия по Европейской Турции“ Пътеле като село, населено с българи. Александър Синве („Les Grecs de l’Empire Ottoman. Etude Statistique et Ethnographique“), който се основава на гръцки данни, в 1878 година пише, че в Пателе (Patélé), Мъгленска епархия, живеят 1200 гърци. В „Етнография на вилаетите Адрианопол, Монастир и Салоника“, издадена в Константинопол в 1878 година и отразяваща статистиката на населението от 1873 година Пателе (Patélé) е посочено като село с 300 домакинства с 800 жители българи.
През лятото на 1879 година селото е нападнато от разбойническа банда. Между 1896 и 1900 година селото преминава под върховенството на Българската екзархия.
Според статистиката на Васил Кънчов („Македония. Етнография и статистика“) в 1900 година Пѫтеле (Пателе) има 1750 жители българи и 60 жители цигани.
На Етнографската карта на Битолския вилает на Картографския институт в София от 1901 година Пътеле е чисто българско село в Леринската каза на Битолския санджак с 260 къщи.
Прокарването на железницата Солун – Битоля в края на XIX век, която минава през Пътеле, дава тласък на икономическото развитие на селото.
През първата половина на 70-те години на XIX век в Пътеле се открива българско училище, което просъществувало твърде кратко според Гьорче Петров („Материали по изучаванието на Македония“). В 1882 година в гръцкото училище в Пътеле започва да се преподава на български от учител българин.
През септември 1879 година селото е нападнато от гръцкия андартски капитан Атанасиос Катарахия – нападнати и ограбени са селските първенци, а българският учител Константин успява да се укрие.
В началото на XX век по-голямата част от жителите на Пътеле са под върховенството на Българската екзархия. По данни на секретаря на Екзархията Димитър Мишев („La Macédoine et sa Population Chrétienne“) в 1905 година в селото има 1936 българи екзархисти и 64 българи патриаршисти, като функционират две български училища - основно и прогимназиално. В гръцки доклад от 16 май 1906 година за Битолския вилает се казва, че до Илинденското въстание в Патели има 20 православни (т.е. патриаршистки) семейства и 170 схизматични (т.е. екзархийски).
След Хуриета в Пътеле български учител е Александър Килифарски, анархист, брат на революционера Върбан Килифарски.
Жителите на Пътеле участват активно в съпротивата на ВМОРО срещу османската власт и в Илинденското въстание, в което пътелейска чета от 213 души, начело с Атанас Шишков, се присъединява към отряда на Тане Стойчев.
В гръцки доклад от края на десетилетието пише:
| „ | Патели, 125 православни гърци и 1125 българеещи се схизматици. Гръцката църква е затворена след Конституцията и последвалите размирици. Българите владеят другата гръцка църква от 1884. | “ |

Основен поминък на жителите на Пътеле през този период е винарството и работата в чужбина. След 1903 година мнозина жители на Пътеле се изселват в САЩ. През 1911 година в Гранит Сити, Илинойс преселниците от Пътеле създават свое Благотворително дружество „Орел“, което има клонове и в Индианаполис, Индиана и в Дейтън, Охайо.
При избухването на Балканската война в 1912 година 17 души от Пътеле са доброволци в Македоно-одринското опълчение.

### В Гърция
През войната селото е окупирано от гръцки части и остава в Гърция след Междусъюзническата война. Гръцките власти започват терор над българщината. Десетки жители на селото, начело с българския учител Константин (Костадин) Петров, са арестувани и държани без присъда в Солунския затвор Еди куле, затова че са участвали в Македоно-одринското опълчение или дори само за това, че са се обявили публично за българи.
Едва на 15 февруари 1914 година 29 жители на Пътеле са освободени. Селото е за кратко освободено по време на Първата световна война през август 1916 година от Кавалерийската бригада на Първа българска армия при Леринската настъпателна операция, но след съглашенското контранастъпление през октомври 1916 година Пътеле отново попада в гръцки ръце. Бившият андартски капитан Стефос Григориу започва терор в селата около Петърското и Островското езеро. Избити са всички попове, учители и просто видни българи в селата Пътеле, Суровичево и Петърско, между които поп Петре, Дине Даскето, Лазо Мишев, Михал Зунков, Коле Дашев и други. Над 150 жители на Пътеле, повечето от които жени, са пребити от гръцки паравоенни организации, а свещеник Зарипеов, учителят Константин Попарсланов и още трима видни българи са убити с щикове.
Боривое Милоевич пише в 1921 година („Южна Македония“), че Патели има 300 къщи славяни християни.
В 1924 година 43 семейства от Пътеле се изселват в България, а други отвъд океана. През 20-те години Пътеле става опорна точка на Гръцката комунистическа партия. От Пътеле е и един от най-видните ѝ лидери Андрей Чипов (Андреас Ципас). През 30-те години в Пътеле е образувана секция на ВМРО (обединена). В документ на Главно управление за Македония от 1924 година се казва, че всичките 283 семейства в Пътеле са славяноговорещи и няма нито едно гръцкоговорещо. В 1926 година селото е прекръстено на Агиос Пантелеймон (Свети Пантелеймон). В секретен доклад от 6 май 1932 година окръжното жандармерийско поделение на Ном Лерин прави списък на 31 жители на Пътеле, които са „доказани българомислещи“.
Веднага след избухването на Итало-гръцката война на 28 октомври 1940 година в Пътеле са арестувани и интернирани 21 души. След разгрома на Гърция от Нацистка Германия през април 1941 година в Пътеле е установена българска общинска власт. През 1942 година делегация от Леринско изнася изложение молба до Богдан Филов, в което заявява:
| „ | От село Пътеле затворени са в Солун следните лица: Тома Ив. Календжиев, Благой Благоев, Георги Дафов, Илия Заров и Васил Белчев. Повечето от тях са жестоки бити от гърците... Селяните от село Пътеле, не смеят да се занимават със занятието риболовство, защото гръцките бежанци оттатък езерото стрелят по тях. | “ |

Гръцки доклад за „национализма“ в ном Лерин от 1945 година съобщава:
| „ | Агиос Пантелеймон. Население 1819. С гръцко съзнание 50. С българско - 1619. С неустановено - 150. Всички славофони. | “ |

В дописка от 31 март 1945 година гръцкият вестник „Фос“ пише:
| „ | Българите и комунистите продължават дейността си за автономията на Македония. Център на тази дейност не е само Суровичево, но и селата Екши Су, Агиос Пантелеймонас и Веви. От самите имена на водачите се установява ясно сътрудничество между комунистите и българите. Това са някогашните фактори на българската тайна полиция и водачи на българското движение в този край. | “ |

През август същата година 70 „славяногласни“ жители на Пътеле са арестувани като „органи на българската полиция“.
В Гражданската война жителите на Пътеле се сражават на страната на Демократичната армия на Гърция и селото пострадва силно. Много жители на селото включително и деца са арестувани и измъчвани. Доклад на СНОФ от 9 февруари 1946 година показва, че в Агиос Пантелеймонас има 133 членове на СНОФ и на младежката и женската му организация. На 6 януари 1947 година в Пътеле става сражение между редовна войска и комунистически партизани. През 1947 година 90 души от Пътеле са съдени за „автономизъм“ и „антидържавна дейност“. 76 семейства и 29 отделни хора се изселват в Югославия, България и другите социалистически страни. Спадането на населението през 60-те се дължи предимно на емиграция отвъд океана.
| Име           | Име            | Ново име     | Ново име      | Описание                                                                          |
| ------------- | -------------- | ------------ | ------------- | --------------------------------------------------------------------------------- |
| Найдово търло | Ναΐδοβο Τάρλο  | Струга       | Στρούγκα      | възвишение на ССЗ от Пътеле (896,2 m)                                             |
| Голема Страна | Γκολέμα Στράνα | Мегали Плая  | Μεγάλη Πλαγιά | местност на С от Пътеле                                                           |
| Коловозо      | Καλαβόζο       | Кародромос   | Καρρόδρομος   | река на С от Пътеле, минаваща през селото (Големиот дол, Дърваска)                |
| Диви бадеми   | Τίβι Μπάϊμ     | Амигдалиес   | Άμυγδαλιές    | възвишение на СЗ от Пътеле (878 m)                                                |
| Расто         | Ράστο          | Ангатотон    | Άγκαθωτόν     | местност на ЮЗ от Пътеле и на СИ от Суровичево                                    |
| Присека       | Πρισέκα        | Диакофтон    | Διακοφτόν     | възвишение на ЮЮЗ от Пътеле и на СИ от Суровичево над Островското езеро (743,2 m) |
| Сотирско      | Σωτήρσκο       | Агиу Сотирос | Άγίου Σωτηρος | местност на ЮЗ от Пътеле и на СИ от Суровичево                                    |
| Блато         | Μπλάτο         | Амбелакия    | Άμπελάκια     | местност на ЮЗ от Пътеле на брега на Петърското езеро                             |
| Росици        | Ρόσιτσι        | Метаморфосис | Μεταμόρφωσις  | местност и бивше село на СЗ от Пътеле и на С от Петърското езеро                  |
| Картина       | Καρτίνα        | Коритена     | Κορύταινα     | възвишение на СЗ от Пътеле                                                        |
| Криви дол     | Κρίβι Ντόλ     | Фидото       | Φιδωτό        |                                                                                   |
| Дърваска      | Νταρβάσκη      | Дасикон      | Δασικόν       | река на С от Пътеле, минаваща през селото (Големиот дол, Коловозо)                |
| Виро          | Βέρρο          | Пигадия      | Πηγάδια       | възвишение на С от Пътеле                                                         |
| Рътина        | Ριτίντα        | Корифи       | Κορυφή        | възвишение на ЮЮЗ от Пътеле и на СИ от Суровичево над Островското езеро           |
| Букси         | Μπουξί         | Ту Букси     | Του Μπούξη    | рекичка на С от Пътеле, вливаща се в Островското езеро в местността Дълбоко       |
| Орлова глава  | Όρλοβα Γκλάβα  | Аеторахи     | Άετορράχη     | възвишение на С от Пътеле                                                         |

| Име          | Име           | Ново име    | Ново име    | Описание                |
| ------------ | ------------- | ----------- | ----------- | ----------------------- |
| Раскарниците | Ρασκαρνίτσιτε | Ставродроми | Σταυροδρόμι | местност на С от Пътеле |

В 1986 година Кляневата къща, Благовата къща и Пътелейската мелница са обявени за паметници на културата.
В края на 80-те жителите на Пътеле влизат в конфликт за земя с жителите на село Нов град (Вегора), които са понтийски гърци, заселени на мястото на изселени мюсюлмани през 20-те години. И едните, и другите предявяват правото на собственост върху три хиляди и сто декара новопоявила се земя вследствие на постепенното свиване на Островското езеро. Когато в 1992 година жителите на Пътеле се обръщат към управителя на ном Лерин Панайотис Пападопулос за обяснение защо на тях не им се дава земята, която им принадлежи, докато жителите на Вегора сеят и садят, Пападопулос отговаря
| „ | Защото те са понтийци, а вие сте циганоскопяни. | “ |

Според изследване от 1993 година селото е чисто „славофонско“ и „македонският език“ в него е запазен на средно ниво.
Преброявания
- 1913 – 1791 жители
- 1920 – 1418 жители
- 1928 – 1501 жители
- 1940 – 1747 жители
- 1951 – 1498 жители
- 1961 – 1497 жители
- 1971 – 1161 жители
- 1981 – 1068 жители
- 1991 – 1003 жители
- 2001 – 1110 жители
- 2011 – 984 жители

## Личности
В Пътеле са родени редица видни български дейци, сред които най-известни са българският духовник Панарет Пловдивски (1805 - 1883), българският юрист, общественик и един от първите български османисти Панчо Дорев (1878 - 1938), българският лекар и общественик Константин Мишайков (1807 - 1880), българският артист Христо Динев (1900 - 1977), българският политик и министър Никола Апостолов (1866 – 1952), българските революционери Дине Абдураманов (? - 1902), Ламбо Василев (1876 - ?), Тома Дуров (1899 - 1932) и много други. От Пътеле са и гръцкият политик Андрей Чипов (1904 – 1956), северномакедонската поетеса Корнелия Мракова-Пейовска (1928 - 2022), северномакедонският скулптор Коста Абдерманов (р. 1927) и други.